# Poria
Poria is een geslacht van schimmels behorend tot de familie Polyporaceae. De typesoort is Polyporus michelii.

## Soorten
Volgens Index Fungorum telt het geslacht 27 soorten (peildatum maart 2023):
| Soortnaam              | Auteur(s)                        | Publicatiejaar |
| ---------------------- | -------------------------------- | -------------- |
| Poria adpressa         | Murrill                          | 1920           |
| Poria alborosea        | Murrill                          | 1921           |
| Poria arachnoidea      | Murrill                          | 1920           |
| Poria barbata          | Rick                             | 1960           |
| Poria brunneoadhaerens | Cleland & Rodway                 | 1930           |
| Poria carbonicola      | P. Karst.                        | 1904           |
| Poria chlorina         | Massee                           | 1906           |
| Poria cinnabarina      | J.E. Wright & J.R. Deschamps     | 1972           |
| Poria citrina          | Rick                             | 1960           |
| Poria coccinea         | Rick                             | 1960           |
| Poria echinospora      | Rick                             | 1960           |
| Poria flaccida         | Overh.                           | 1938           |
| Poria flavicans        | (P. Karst.) Sacc. & P. Syd.      | 1899           |
| Poria healeyae         | N. Walters                       | 1958           |
| Poria hirsuta          | Rick                             | 1960           |
| Poria hypobrunnea      | Petch                            | 1916           |
| Poria irregularis      | Rodway ex Y.S. Chang & Kantvilas | 1993           |
| Poria langloisiana     | (Murrill) Sacc. & Trotter        | 1912           |
| Poria lurida           | Bres.                            | 1915           |
| Poria ochracea         | Murrill                          | 1921           |
| Poria pavonina         | Bres.                            | 1896           |
| Poria sequoiae         | Bonar                            | 1931           |
| Poria subobliqua       | Henn.                            | 1905           |
| Poria subumbrina       | Cleland ex G. Cunn.              | 1965           |
| Poria tacamahacae      | D.V. Baxter                      | 1939           |
| Poria wakefieldiae     | Rodway & Cleland                 | 1930           |
| Poria weraroensis      | G. Cunn.                         | 1947           |